# 辽河突吻鮈
辽河突吻鮈（学名：Rostrogobio liaoheensis）为輻鰭魚綱鯉形目鲤科突吻鮈屬的鱼类。在中国，分布于辽河中下游等，體長可達6.3公分。该物种的模式产地在辽宁新民。

## 外部連結
維基物種上的相關：辽河突吻鮈